# Ronde van Italië 2019/Twaalfde etappe
De twaalfde etappe van de Ronde van Italië 2019 was een rit over 158 kilometer tussen Cuneo en Pinerolo. De eerste bergetappe van deze ronde ging over slechts één zware klim: de Montoso (negen kilometer aan 9,3%). Deze klim lag op ruim dertig kilometer van de finish. De laatste kilometers liepen ook steil omhoog en konden ook zorgen voor mogelijke verschillen. Een kopgroep kreeg de ruimte van het peloton, waarvan Cesare Benedetti de sterkste was. Jan Polanc nam de leiderstrui over van zijn ploeggenoot Valerio Conti.
| Cuneo – Pinerolo (158 km) |                    |                             |          |
| Plaats                    | Naam               | Ploeg                       | Tijd     |
| 1                         | Cesare Benedetti   | BORA-hansgrohe              | 3u41'49" |
| 2                         | Damiano Caruso     | Bahrain-Merida              | z.t.     |
| 3                         | Eddie Dunbar       | Team INEOS                  | z.t.     |
| 4                         | Gianluca Brambilla | Trek-Segafredo              | + 2"     |
| 5                         | Eros Capecchi      | Deceuninck–Quick-Step       | + 6"     |
| 6                         | Jan Polanc         | UAE Team Emirates           | + 25"    |
| 7                         | Matteo Montaguti   | Androni Giocattoli-Sidermec | + 34"    |
| 8                         | Thomas De Gendt    | Lotto Soudal                | + 36"    |
| 9                         | Francesco Gavazzi  | Androni Giocattoli-Sidermec | z.t.     |
| 10                        | Manuel Senni       | Bardiani-CSF                | + 38"    |
|                           |                    |                             |          |
| 27                        | Bauke Mollema      | Trek-Segafredo              | + 8'07"  |

| Algemeen klassement |                 |                       |           |
| Plaats              | Naam            | Ploeg                 | Tijd      |
| Roze trui           | Jan Polanc      | UAE Team Emirates     | 48u49'40" |
| 2                   | Primož Roglič   | Team Jumbo-Visma      | + 4'07"   |
| 3                   | Valerio Conti   | UAE Team Emirates     | + 4'51"   |
| 4                   | Eros Capecchi   | Deceuninck–Quick-Step | + 5'02"   |
| 5                   | Vincenzo Nibali | Bahrain-Merida        | + 5'51"   |
| 6                   | Bauke Mollema   | Trek-Segafredo        | + 6'02"   |
| 7                   | Rafał Majka     | BORA-hansgrohe        | + 7'00"   |
| 8                   | Richard Carapaz | Movistar Team         | + 7'23"   |
| 9                   | Andrey Amador   | Movistar Team         | + 7'30"   |
| 10                  | Hugh Carthy     | EF Education First    | + 7'33"   |
|                     |                 |                       |           |
| 32                  | Pieter Serry    | Deceuninck–Quick-Step | + 11'46"  |

1e etappe ·
2e etappe ·
3e etappe ·
4e etappe ·
5e etappe ·
6e etappe ·
7e etappe ·
8e etappe ·
9e etappe ·
10e etappe ·
11e etappe ·
12e etappe ·
13e etappe ·
14e etappe ·
15e etappe ·
16e etappe ·
17e etappe ·
18e etappe ·
19e etappe ·
20e etappe ·
21e etappe
Startlijst · Eindstanden · Afbeeldingen